# Ponç de Girona
Ponç fou, segons una tradició tardana sense fonament, el primer bisbe de Girona, anterior al també llegendari Sant Narcís de Girona. La tradició neix de la de Vicenç, Oronci, Víctor i Aquilina màrtirs de Cimiez que una llegenda ubicava a Girona; a partir d'ella, el sant bisbe Ponç de Cimiez també donà lloc a un altre bisbe local. Segons aquesta tradició, era fill de la ciutat i en fou el primer bisbe de la neixent comunitat cristiana, al final del segle iii. Durant la persecució de Dioclecià, portada a terme pel també llegendari prefecte Rufí, en 304, Ponç i un diaca seu, Víctor, fugiren i s'amagaren en una cova propera a la ciutat, a Juià, a l'altra banda del Ter. Des d'allí, continuava atenent els cristians de la diòcesi; en saber que Oronci i Vicenç havien estat martiritzats, n'ordenà recollir els seus cossos per portar-los a Itàlia, on estarien segurs. Mentre ho feien, Víctor i Ponç foren detinguts. Poc després, amb altres cristians (alguns santorals diuen que eren 300), foren executats i moriren màrtirs.
Les primeres referències documentades es troben molt tard, en publicacions del començament del segle xvii, que reprodueixen els errors de les falsificacions dels falsos cronicons i, sobretot, de l'obra de Jerónimo Román de la Higuera. La justificació de l'existència del sant era que Narcís de Girona, l'existència del qual es donava per segura (quan en realitat era un sant llegendari creat per desdoblament a l'Edat mitjana), havia d'haver estat consagrat per un bisbe, per la qual cosa, havia d'existir prèviament algú que fos el cap de la diòcesi de Girona. El nom se l'adjudicà Esteve Corbera, tot i que dubta que realment fos bisbe de Girona, adduint el testimoni d'altres autors que no cita, que atribueixen al bisbe Ponç de Cimiez que havia estat prèviament bisbe de Girona. Francesc Dorca i Enrique Flórez, al contrari que en casos similars de tradicions arrelades que analitzaren científicament i rebutjaren com a falses, foren partidaris de l'existència real de Ponç de Girona, i exposaren els arguments per provar-la, basant-se en unes actes de martiri probablement falses.
La tradició del culte a Sant Ponç a Girona, o l'existència d'una capella dedicada, que era un dels arguments per defensar l'existència del bisbe gironí, venen en realitat del culte a Sant Ponç de Cimiez introduït pels francs als segles VIII-IX.